# Voldertal

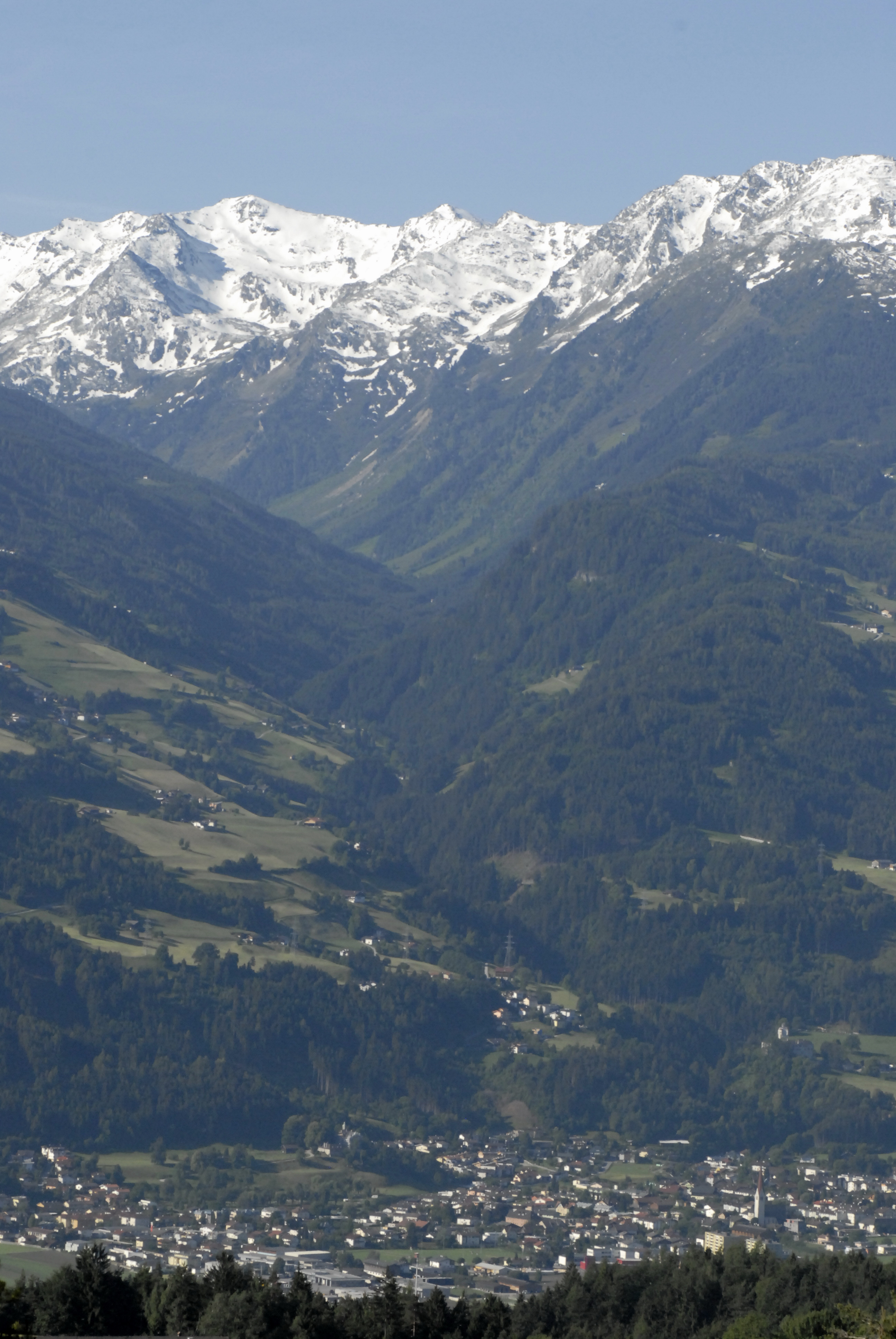
Voldertal über Volders mit Rosenjoch

Das Voldertal ist ein kleines Seitental des Tiroler Inntals in die Tuxer Alpen, etwas östlich von Hall in Tirol. Es ist auch Ortsteil der Gemeinden Volders und Tulfes im Bezirk Innsbruck-Land.

## Lage und Landschaft
Das Tal hat seinen Namen von der Ortschaft Volders, von dem es etwa 13 Kilometer lang in südlicher Richtung bis zum 2479 Meter hohen Naviser Joch in die Tuxer Alpen hineinzieht. Charakteristisch für das Tal ist seine asymmetrische Form. Während an der rechten Talseite sanfte Hänge zum Haneburger oder Malgrübler hin ansteigen, ist die linke Seite an Mittelgebirge und Glungezer meist steil und schrofendurchsetzt. Die rechte Seite gehört zum Gemeindegebiet Volders, die linke zu Tulfes. Das Tal wird vom Voldertalbach durchflossen, der bei Volders in den Inn mündet.
Nachbartäler des Voldertals sind im Osten das Wattental, im Süden das Navistal und im Westen das Arz- und das Viggartal.
Nachbarorte
| Kleinvolderberg Tulferberg       |                                             | Großvolderberg    |
|                                  | Kompassrose, die auf Nachbargemeinden zeigt | Wattenberg (Gem.) |
| Mühltal (Gem. Ellbögen) Ellbögen | Oberweg (Gem. Navis)                        |                   |

## Verlauf und Besiedlung
Im vorderen Talbereich findet sich an rechten Hängen die Siedlung Großvolderberg.
Im Talgrund folgt das Gehöft Auer, dann liegt auf 1104 Metern Seehöhe das ehemalige Bad Volderwildbad. 3,5 Kilometer weiter taleinwärts – dazwischen liegen Stiftsalm, Stiftsalmhochleger, Edenhaus-Aste/Nagelaste – bietet eine Schutzhütte der Naturfreunde, das Franz Pitscheider Haus (Voldertalhütte), Wanderern und Ausflüglern einen Stützpunkt. Darauf folgen die Häuser Dörfl auf etwa 1400 m. Diese Ansiedlungen bilden zusammen die zerstreuten Häuser der beiden Gemeinden.
Das Tal zieht sich noch weit nach Süden, bis es sich bei der Steinkaseralm (2002 m) in seine Quelltäler verzweigt.
| Voldertal (Zerstreute Häuser)                     | Voldertal (Zerstreute Häuser) |
| ------------------------------------------------- | ----------------------------- |
| Basisdaten                                        |                               |
| Pol. Bezirk, Bundesland                           | Innsbruck-Land (IL), Tirol    |
| Gerichtsbezirk                                    | Hall in Tirol                 |
| Pol. Gemeinde                                     | Volders (KG Großvolderberg)   |
| Ortschaft                                         | Großvolderberg                |
| Koordinaten                                       | 47° 16′ 3″ N, 11° 34′ 16″ O   |
| Höhe                                              | 1320 m ü. A.                  |
| Postleitzahl                                      | 6111 Volders                  |
| Statistische Kennzeichnung                        |                               |
| Zählsprengel/ -bezirk                             | Großvolderberg (70365 001)    |
| Quelle: STAT: Ortsverzeichnis; BEV: GEONAM; TIRIS |                               |

| Voldertal (Zerstreute Häuser)                     | Voldertal (Zerstreute Häuser) |
| ------------------------------------------------- | ----------------------------- |
| Basisdaten                                        |                               |
| Pol. Bezirk, Bundesland                           | Innsbruck-Land (IL), Tirol    |
| Gerichtsbezirk                                    | Hall in Tirol                 |
| Pol. Gemeinde                                     | Tulfes (KG Tulfes)            |
| Ortschaft                                         | Tulfes                        |
| Koordinaten                                       | 47° 13′ 50″ N, 11° 33′ 11″ O  |
| Höhe                                              | 1320 m ü. A.                  |
| Postleitzahl                                      | 6075 Tulfes                   |
| Statistische Kennzeichnung                        |                               |
| Zählsprengel/ -bezirk                             | Tulfes (70360 000)            |
| Quelle: STAT: Ortsverzeichnis; BEV: GEONAM; TIRIS |                               |

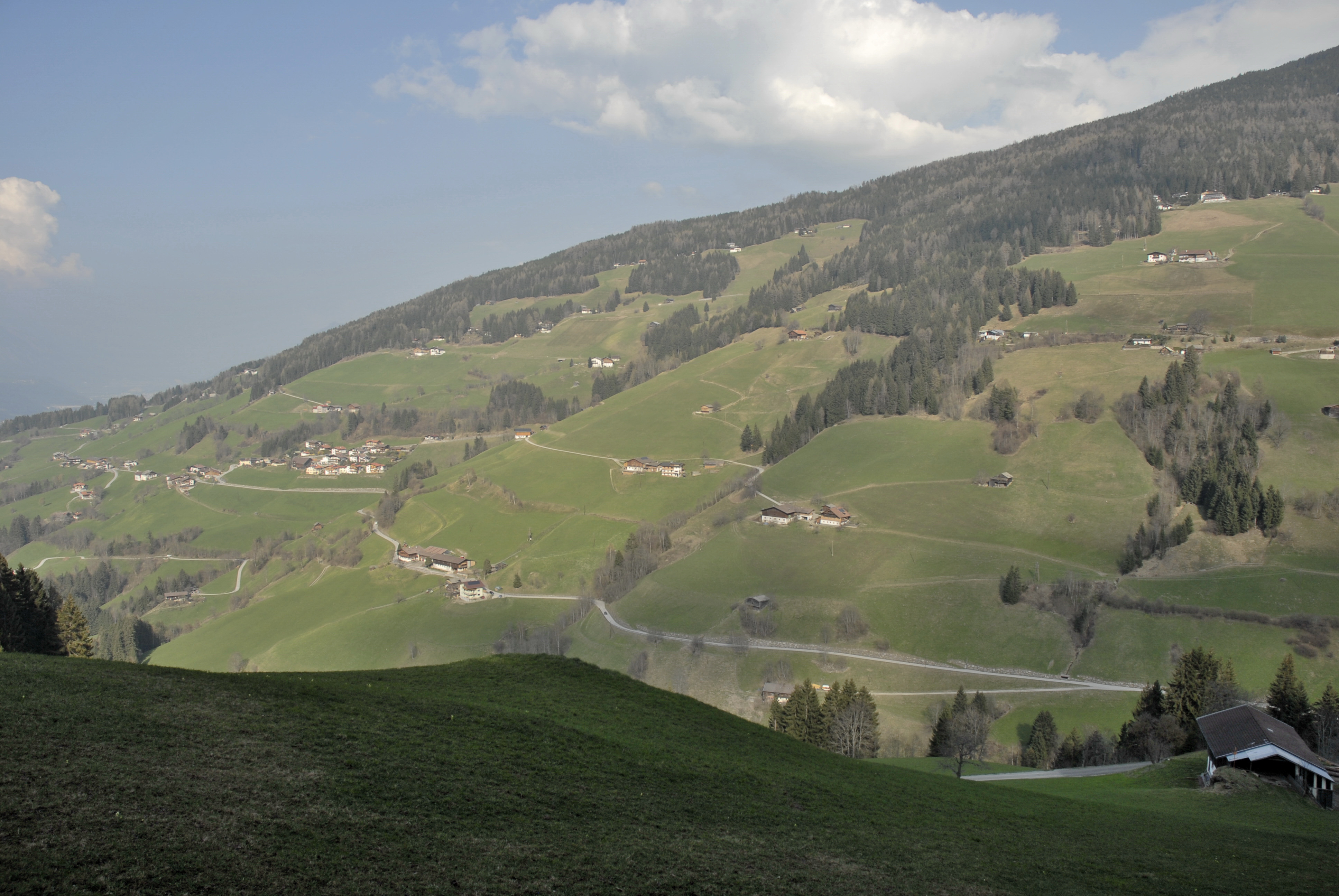
Voldertal bei Großvolderberg (Blick von Tulfes hinüber)
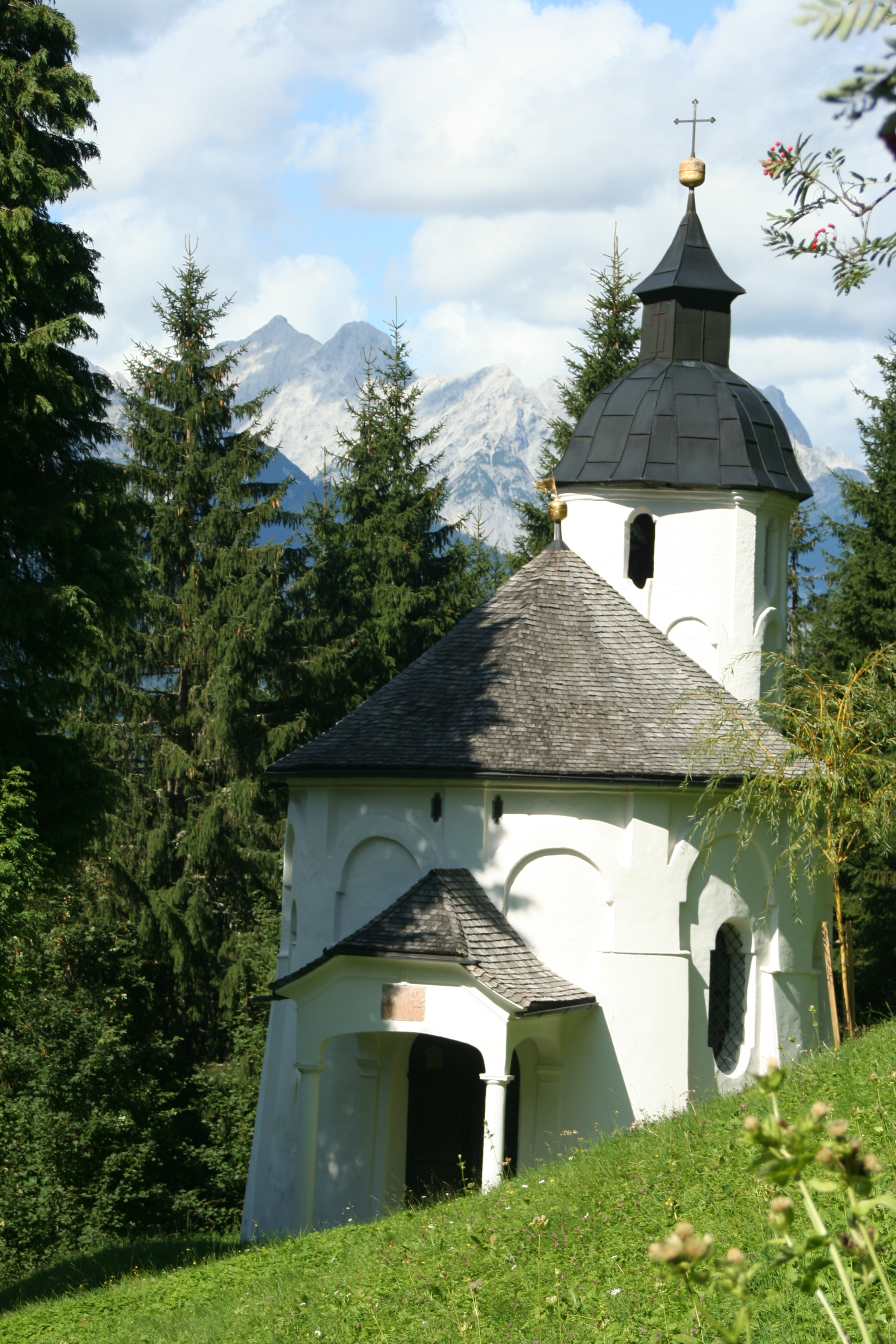
Die Kapelle in Bad Volderwildbad (Blick talauswärts)
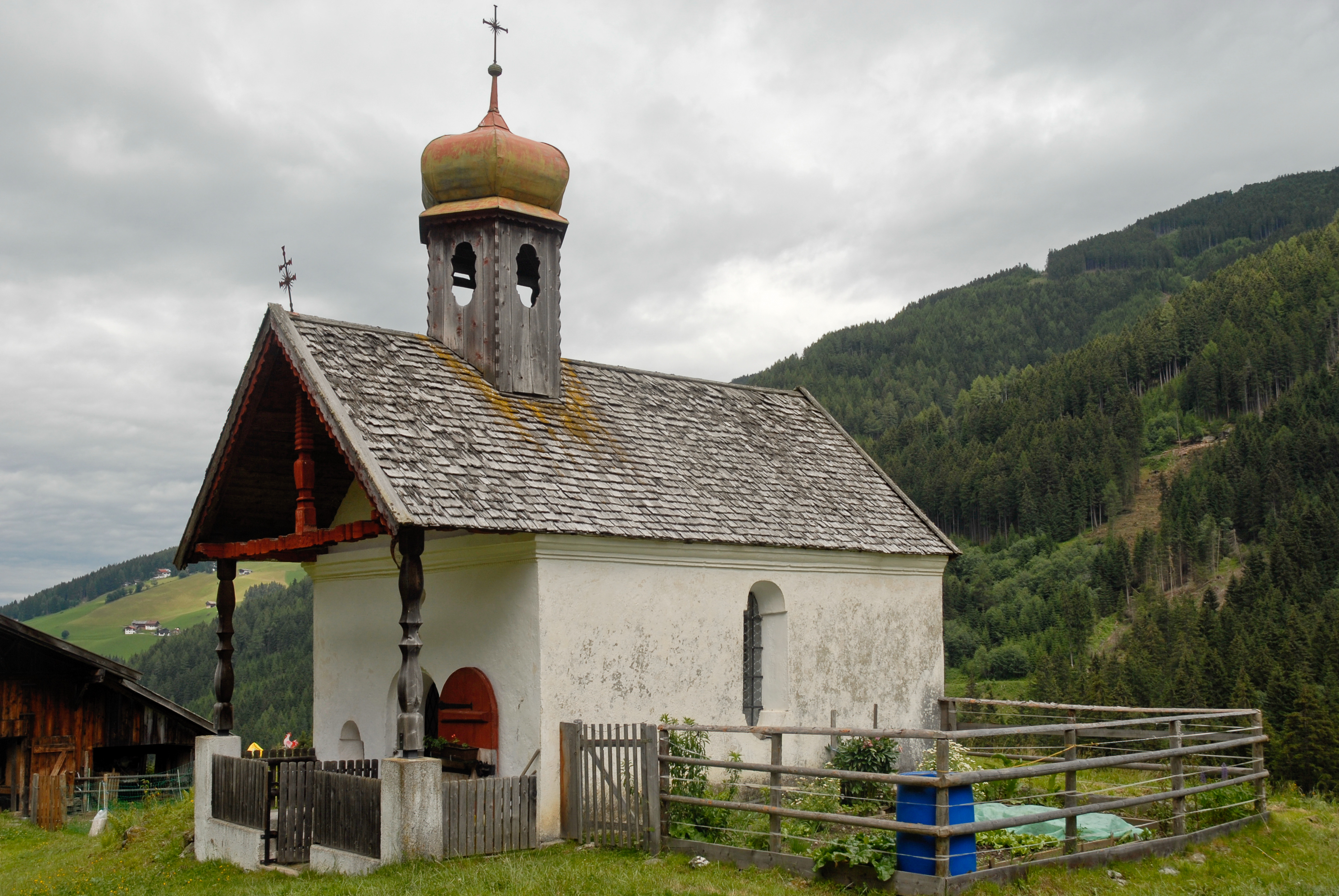
Stiftsalm-Kapelle
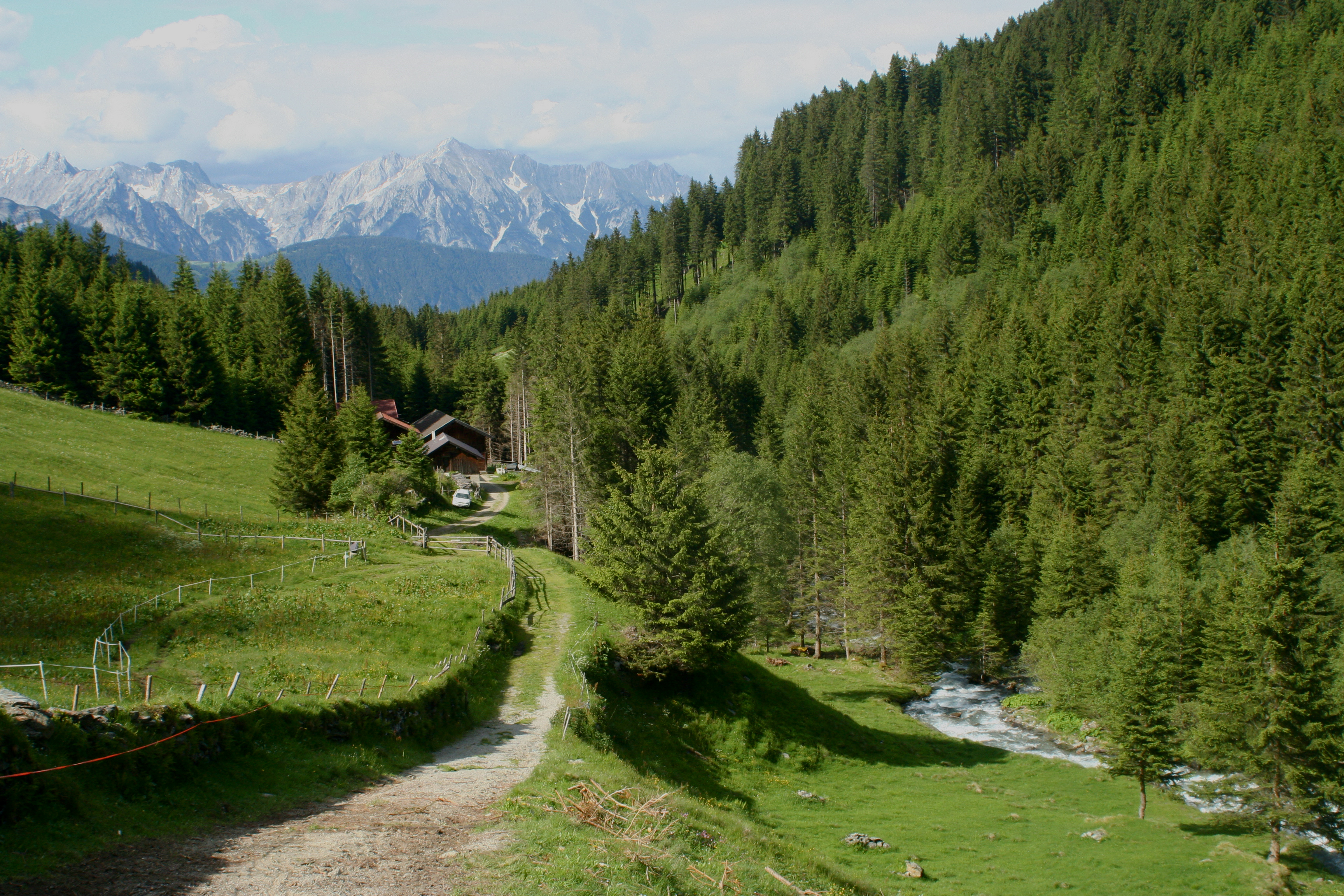
Bei der Edenhaus-Aste (Blick talauswärts in das Karwendel)
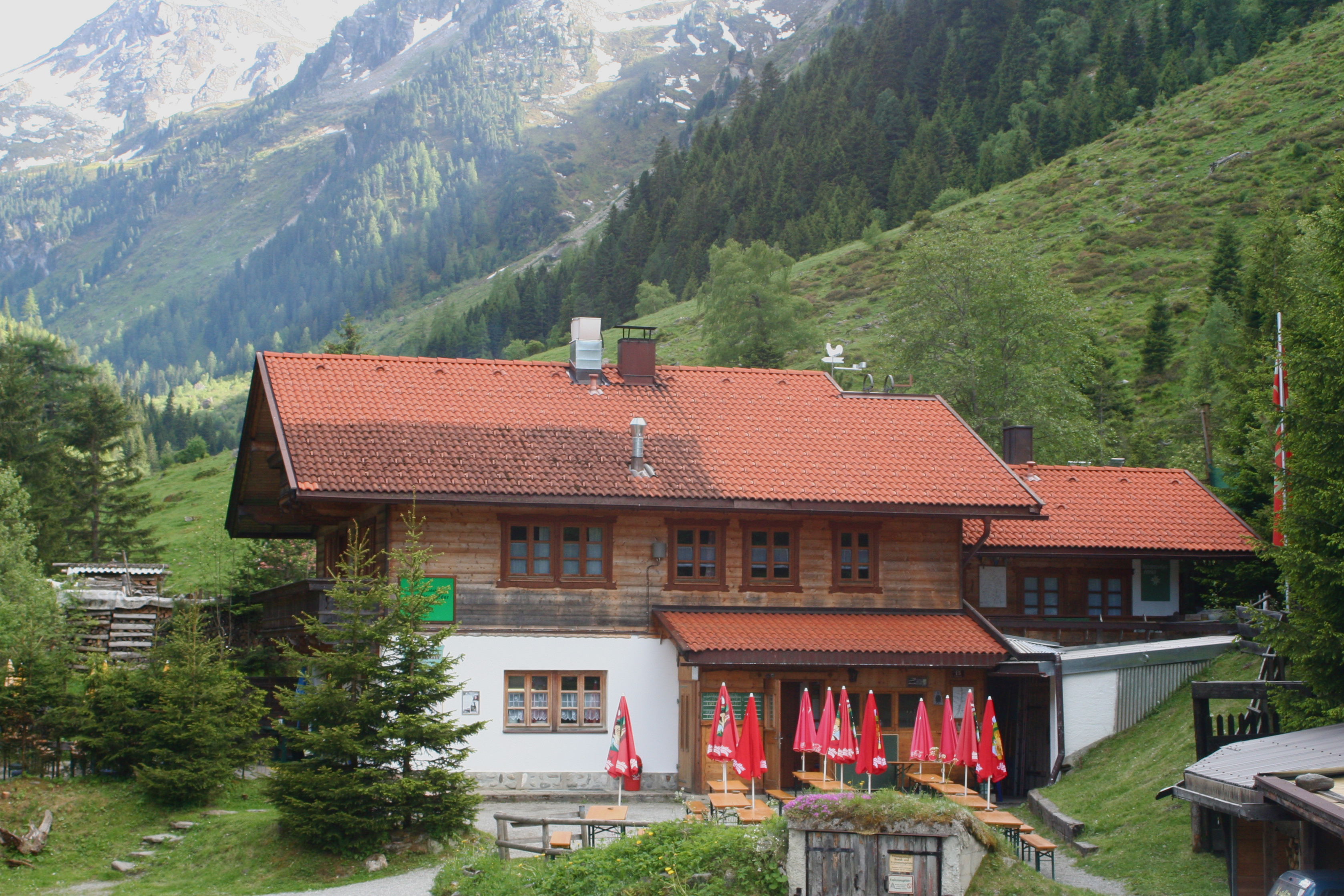
Beim Naturfreundehaus (Blick taleinwärts)
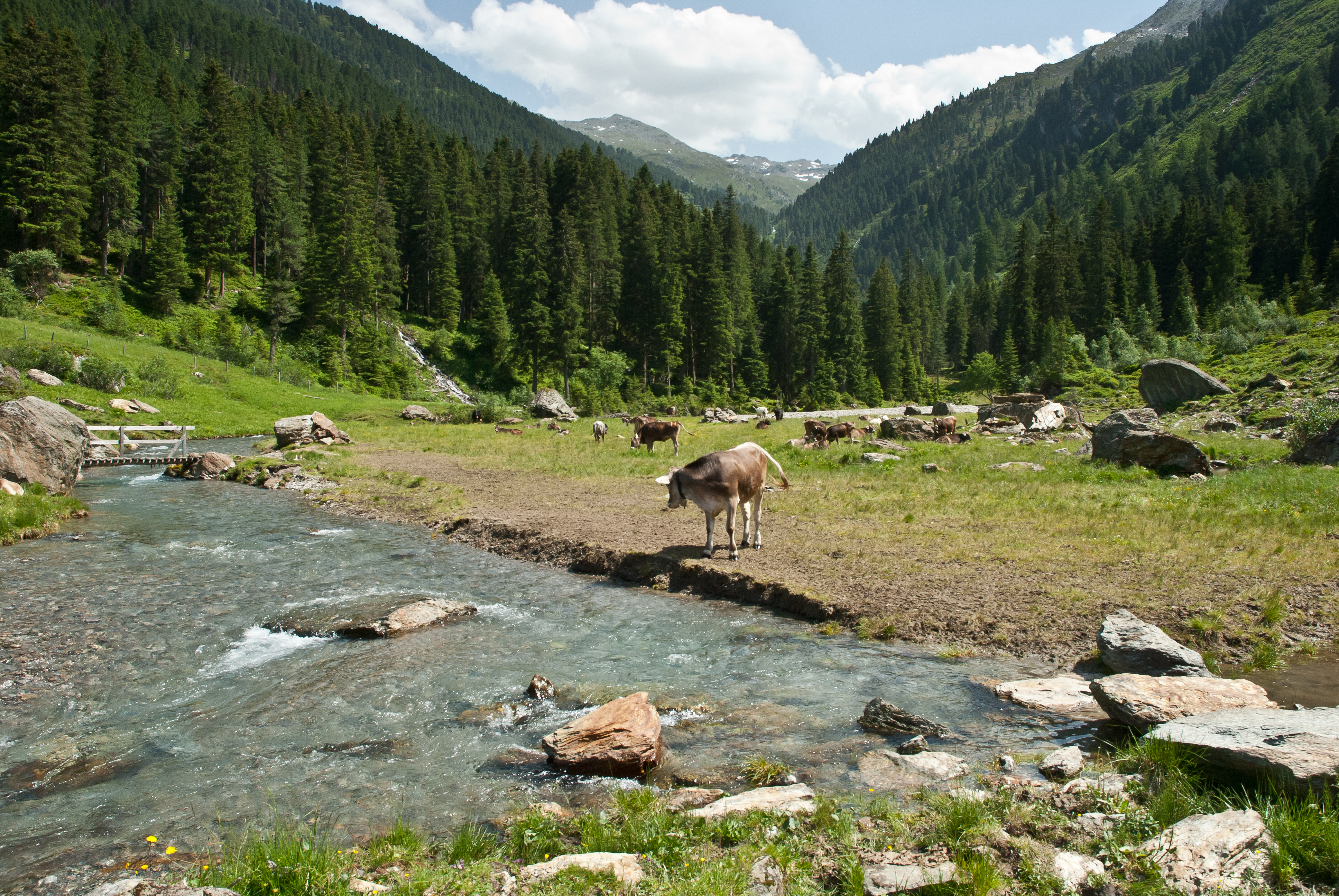
Unterhalb der Vorbergalm, kurz vor Schwarzbrunn[2] (Blick taleinwärts)

## Geschichte
Im Jahr 1492 sind in Volderwald die Glockengießer und Brüder Urban und Hans Mölser „zu Vollerwald bey Hall im Intal“ bezeugt; sie waren für die Marienpfarrkirche Bozen tätig und gossen die dortige Glocke für das Feierabendgeläute. Im 16. und 17. Jahrhundert wurde in der Nähe von Volderwildbad Bergbau in kleinem Umfang betrieben. Abgebaut wurden Silber, Alaun, Vitriol, Schwefel und Spateisenstein. Die Vererzungen finden sich im Bereich des Innsbrucker Quarzphyllits, gebildet haben sie sich in der Zeit der Sedimentation in altpaläozoischer Zeit.
Aus der Zeit der Napoleonischen Kriege wird berichtet, dass sich Josef Speckbacher, der Kampfgefährte Andreas Hofers, nach der Niederlage 1809 im Volderstal (Alpe Stallsins, Alpe Largotz, und in der Speckbachergufl) versteckt habe.
Im Jahr 1964 wurde auf der Voldertaler Seite des Glungezers ein britisches Verkehrsflugzeug in den Berg geflogen, auf dem British-Eagle-Flug 802 (1964). Dabei kamen 83 Menschen ums Leben.

## Wirtschaft und Infrastruktur

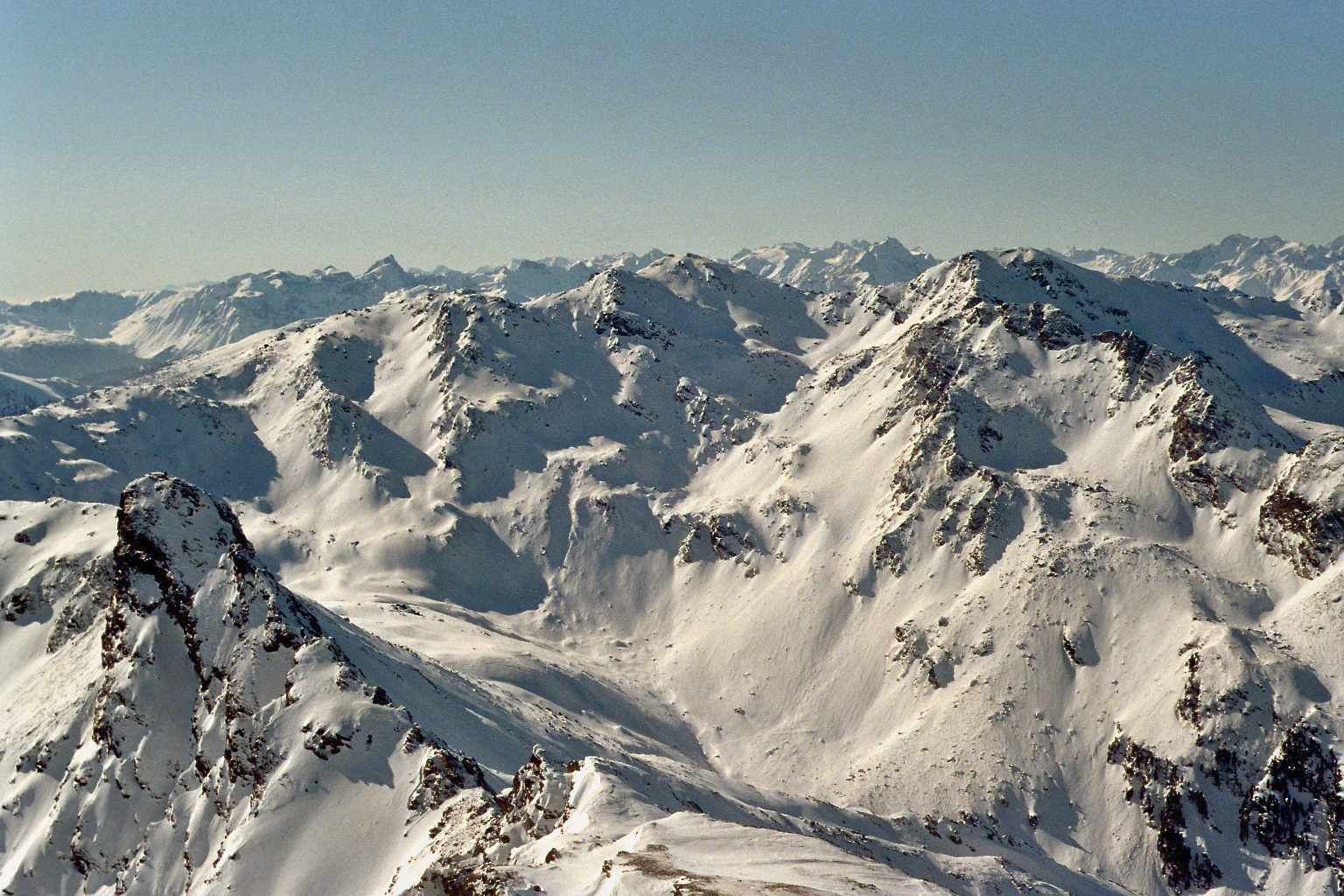
Das hintere Voldertal vom Malgrübler aus gesehen

Eine wichtige Rolle im Voldertal spielt neben der Forstwirtschaft nach wie vor die Almwirtschaft, die auf zahlreichen Almen betrieben wird, unter ihnen die Vorbergalm, die Steinkasernalm, Markissalm, Largozalm und die Stiftsalm.
Bedeutung hat das Voldertal auch als Naherholungsgebiet im Großraum Innsbruck.
Randlich berührt an seiner nordwestlichen Seite wird das Tal auch durch das Skigebiet Glungezer, das vor allem von Einheimischen und Familien gern besucht wird.
Daneben ist das Gebiet im Winter ein beliebtes Skitourengebiet, wobei bei weitem am häufigsten der aus dem Skigebiet Glungezer leicht erreichbare 2677 Meter hohe Glungezergipfel bestiegen wird. Knapp unterhalb des Gipfels befindet sich die Glungezerhütte der Sektion Hall des Österreichischen Alpenvereins.
Die höchste Erhebung des Voldertales ist das im Südwesten gelegene Rosenjoch mit 2796 Metern Höhe. Der Gipfel wird häufig im Zuge einer Überschreitung von der Glungezerhütte zur Lizumer Hütte in der Wattentaler Lizum bestiegen. Beliebt ist das Rosenjoch aber auch aus dem Voldertal als Frühjahrsskitour, die aber sichere Bedingungen erfordert. Weitere bekanntere Erhebungen in der Umrahmung des Voldertales sind Grünbergspitze, Malgrübler, Haneburger und der Largoz. Letzterer ist ein beliebter Aussichtsberg und wird von Einheimischen auch „Glotzen“ genannt.